# Cabane de la Dent-Blanche
La Cabane de la Dent-Blanche (3.507 m s.l.m. - detta anche Cabane Rossier) è un rifugio alpino situato a sud della Dent Blanche (Alpi Pennine) nel comune di Evolène (Canton Vallese).

## Caratteristiche
Il rifugio è collocato alla base della cresta sud della Dent Blanche.

## Accesso
Si parte da Ferpècle, frazione di Evolène, da un'altezza di circa 1.880 m e l'accesso richiede dalle quattro alle cinque ore. Si sale prima all'Alpe Bricola (2.415 m) per sentiero molto marcato in circa un'ora. Si raggiunge poi la morena destra del Ghiacciaio di Manzette e la si risale fino a quota 2.700 m. Poi si entra nel ghiacciaio e lo si percorre fino alla base della cresta della Roc Noir(3.105 m). Superata la cresta ed un pendio glaciale si salgono le roccette che portano alla capanna

## Ascensioni
- Dent Blanche - 4.357 m

## Traversate
- Cabane de Bertol - 3.311 m
- Cabane Schönbiel - 2.694 m